# 峨眉罗伯蛛
峨眉罗伯蛛（学名：Robertus emeishanensis）为球蛛科罗伯蛛属的动物。在中国大陆，分布于四川等地。该物种的模式产地在四川峨眉山。